# 日本国現報善悪霊異記
『日本国現報善悪霊異記』（にほんこくげんほうぜんあくりょういき）は、平安時代初期に書かれ、伝承された最古の説話集で『日本霊異記』と略して呼ぶことが多い。著者は景戒。上・中・下の三巻。変則的な漢文で表記されている。

## 成立事情と説話の背景
成立年ははっきりしないが、序と本文の記述から、弘仁13年 (822年) とする説がある。著者は奈良右京の薬師寺の僧、景戒である。景戒は、下の巻三十八の自叙伝において妻子とともに俗世で暮らしていたと記しており、国家の許しを得ない私度僧に好意的で、自身も若い頃は私度僧であったが後に薬師寺の官僧になったという。生国は、紀伊国名草郡。

## 説話の舞台と世相
上巻に35話、中巻に42話、下巻に39話。で、合計116話が収められる。それぞれの話の時代は奈良時代が多く、古いものは雄略天皇の頃とされている。場所は東は上総国、西は肥後国と当時の物語としては極めて範囲が広い。その中では畿内と周辺諸国が多く、特に紀伊国が多い。
『霊異記』の説話は、行基とその朋党が、民間布教と社会事業の実践のため遍歴した地域と重複する所が少なくない。また、遠国の説話には紀伊氏･大伴氏一族のかつての勢力圏や吉士氏の勢力圏の紀伊･大阪湾沿岸、ならびに二次入植地の東国と結び付くものが認められる。
登場する人物は、庶人、役人から貴族、皇族に及び、僧も著名な高僧から貧しい乞食僧まで出てくる。
その一方で、景戒が属する興福寺や法相宗（薬師寺・行基集団などを含む）を称賛する説話を多数収録する反面、道慈や鑑真ら他宗の僧侶などに関する逸話を忌避しているという見方もあり、特に失明や眼病を悪行による仏罰であるとする説話を意図的に取り上げることで暗に（来日時に失明した）鑑真を否定的に評価する意図を有していたとする研究者もいる。
田に引く水をめぐる争い（上巻第3）、盗品を市で売る盗人（上巻第34、第35、下巻第27）、長期勤務の防人の負担（中巻第3）、官営の鉱山を国司が人夫を使って掘ること（下巻第13）、浮浪人を捜索して税をとりたてる役人（下巻第14）、秤や桝を使い分けるごまかし（下巻第20、第26）など、説話自体が事実を伝えるものではないとしても、その主題から外れた背景・設定からは、当時の世相を窺い知ることが出来る。
また、性愛を扱った説話も収められている。例えば、生まれた息子を愛するあまりに陰茎を啜るようになった母が三年で病を得、臨終の際に子の陰茎を吸いながら「わたしは、今後次々に生まれ変わって、後の世でいつもそなたと夫婦になります」と言い残し死ぬ。この母が隣家の娘に生まれ変わったのちに息子と結婚し、前世の墓の前で夫婦で嘆くといった奇譚などがある（中巻「女人. 大蛇に婚はれ薬の力に頼りて命を全くすること得る縁 第四十一」中の挿話 ）。

## 説話の主題と思想
編纂の目的から、奇跡や怪異についての話が多い。『霊異記』の説話では、善悪は必ず報いをもたらし、その報いは現世のうちに来ることもあれば、来世で被ることも、地獄で受けることもある。説話の大部分は善をなして良い報いを受けた話、悪をなして悪い報いを受けた話のいずれか、あるいはその両方だが、一部には善悪と直接かかわりない怪異を記した話もある。
仏像と僧は尊いものである。善行には施し、放生といったものに加え、写経や信心一般がある。悪事には、殺人や盗みなどの他、動物に対する殺生も含まれる。狩りや漁を生業にするのもよくない。とりわけ悪いこととされるのが、僧に対する危害や侮辱である。と、これらが『霊異記』の考え方である。
転生が主題となる説話も多い。説話の中では、動物が人間的な感情や思考をもって振る舞うことが多く、人間だった者が前世の悪のために牛になることもある。

## 諸本
『日本霊異記』の古写本には、平安中期の興福寺本（上巻のみ、国宝）、来迎院本（中・下巻、国宝）、真福寺本（大須観音宝生院蔵、中・下巻、重要文化財）、前田家本（下巻、重要文化財）、金剛三昧院（高野山本、上中下巻）などがあり、興福寺本と真福寺本が校注本においても底本に用いられることが多い（『日本霊異記』の諸本については小泉道『日本霊異記諸本の研究』1989）。

## 「日本霊異記」刊行一覧
- 平凡社東洋文庫、初版1967年、口語訳、原田敏明、高橋貢訳。253p。ISBN 4582800971。ワイド版2004年
  - 新訂版：平凡社ライブラリー、2000年1月、333p。ISBN 4582763197　
  - 読み下し文と口語訳
- 新潮社［新潮日本古典集成］ 小泉道校注　1984年、新装版2018年。ISBN 410-6208075
- 小学館［日本古典文学全集10］ 中田祝夫校注・訳
  - 原文と読み下し文と口語訳

1. 1975年11月 448p ISBN 409-6570060
2. 新編 1995年9月。491p ISBN 409-6580104

- 講談社［講談社学術文庫 全3巻］ 中田祝夫の口語訳。
  - 読み下し文と口語訳

1. 1978年12月発行。209p。ISBN 4061583352
2. 1979年4月発行。279p。ISBN 4061583360
3. 1980年4月発行。320p。ISBN 4061583379

- 筑摩書房［ちくま学芸文庫 全3巻］ 多田一臣校注・訳。

1. 1997年11月発行。246p。ISBN 448008391X
2. 1997年12月発行。318p。ISBN 4480083928
3. 1998年1月発行。346p。ISBN 4480083936

- 岩波書店［新日本古典文学大系30］ 出雲路修校注。 
  - 原文と読み下し文

1. 1996年12月発行。325p。ISBN 4002400301

- 岩波書店［日本古典文学大系70］ 遠藤嘉基、春日和男校注、1977年
  - 原文と読み下し文
- 創英社［全対訳日本古典新書］ 池上洵一訳注

1. 1978年12月発行、新版1993年。446p ISBN 4881423096

- メディアファクトリー『漫画 日本霊異記』漫画:ichida、メディアファクトリー新書、2013年 ISBN 978-4-8401-5175-7
- KADOKAWA単行本『口語訳 日本霊異記』、三浦佑之訳注、2024年
  - 全文の口語訳と脚注、2024年11月発行、432p　ISBN　9784044008321